# Distretto di Paucartambo (Cusco)
Il distretto di Paucartambo è un distretto del Perù che appartiene geograficamente e politicamente alla provincia di Paucartambo nella regione di Cusco. È ubicato a sud est della capitale peruviana.

## Capoluogo e data di fondazione
Paucartambo - 25 maggio del 1825
Sindaco (alcalde) 2007-2010: Mario Condori Huallpa.

## Superficie e popolazione
- 1079,23 km²
- 14 168 abitanti (INEI 2005) di cui il 56% sono donne e il 44% uomini